# Stabskapitän
Stabskapitän (del alemán, también Stabshauptmann; en ruso: штабс-капитан, shtabs-kapitán) es un rango militar que se utilizó en los ejércitos prusianos y rusos, entre otros países.
En el ejército de Prusia se hallaba situado en el escalafón entre el grado de premierleutnant (más tarde oberleutnant) y el de hauptmann/rittmeister. Era denominado asimismo como kapitänleutnant. A menudo ejercía la autoridad del capitán o comandante de la compañía ante la ausencia del titular. A pesar de ello, durante el reinado de Federico II el Grande, su salario y rango era menor al de otros oficiales que lideraban tropas o pertenecían al Estado Mayor, como los regimentchef, oberst y  otros comandantes de compañía, lo que acabó creando dos niveles de oficialidad respecto a la desigualdad de su rango e ingresos.
En el Ejército Imperial Ruso era equivalente a la graduación de shtabsrittmeister o la de podyesaúl en la caballería cosaca. Es introducido en el ejército en 1798, sustituyendo al rango de shtabs-porúchik, que había relevado en 1705 al de shtabsleitenant, establecido por Pedro I el Grande. Hasta 1884 se hallaba en el grupo X de la Tabla de rangos del Imperio ruso, y entre ese año y 1917 en el grupo IX. Habitualmente estaba al mando de una compañía, como capitán asistente. Fue anulado con el Ejército Blanco en 1921.
En la Seegrenzschutz, sección naval de la Bundesgrenzschutz (primera guardia de fronteras de la República Federal de Alemania se introdujo entre 1951 y 1956 el rango de stabskapitän, equivalente al de korvettenkapitän.